# Sao Luis Challenger 1992
Il Sao Luis Challenger 1992 è stato un torneo di tennis facente parte della categoria ATP Challenger Series nell'ambito dell'ATP Challenger Series 1992. Il torneo si è giocato a São Luís in Brasile dal 16 al 22 novembre 1992 su campi in cemento.

## Vincitori

### Singolare
Luiz Mattar ha battuto in finale  Maurice Ruah con il punteggio di 6–4, 6–4

### Doppio
Luiz Mattar /  Jaime Oncins hanno battuto in finale  Maurice Ruah /  Mario Tabares con il punteggio di 6–3, 7–5